# Gostyń (Silésie)
Pour les articles homonymes, voir Gostyń.
Gostyń est une localité polonaise de la gmina de Wyry, située dans le powiat de Mikołów en voïvodie de Silésie.